# Dahlgren (Virgínia)
Dahlgren é uma Região censo-designada localizada no estado norte-americano de Virginia, no Condado de King George.

## Demografia
Segundo o censo norte-americano de 2000, a sua população era de 997 habitantes.

## Geografia
De acordo com o United States Census Bureau tem uma área de
2,9 km², dos quais 2,9 km² cobertos por terra e 0,0 km² cobertos por água. Dahlgren localiza-se a aproximadamente 44 m acima do nível do mar.

## Localidades na vizinhança
O diagrama seguinte representa as localidades num raio de 24 km ao redor de Dahlgren.